# 长兴县
长兴县为中国浙江省下辖县，由湖州市代管。长兴县位于太湖西南岸，是位于浙江省最北部的行政区，处于苏浙皖交汇地带，北临江苏宜兴，西接安徽广德，是长三角城市群的一员。行政区占地1388平方公里，建成区面积为48平方公里，在2022全国百强县排行榜中排第50名。长兴有扬子鳄自然保护区，大唐贡茶院，南朝陈武帝故宫等旅游景点。长兴方言属于吴语苕溪片。縣人民政府駐龙山新区广场路1号。

## 历史

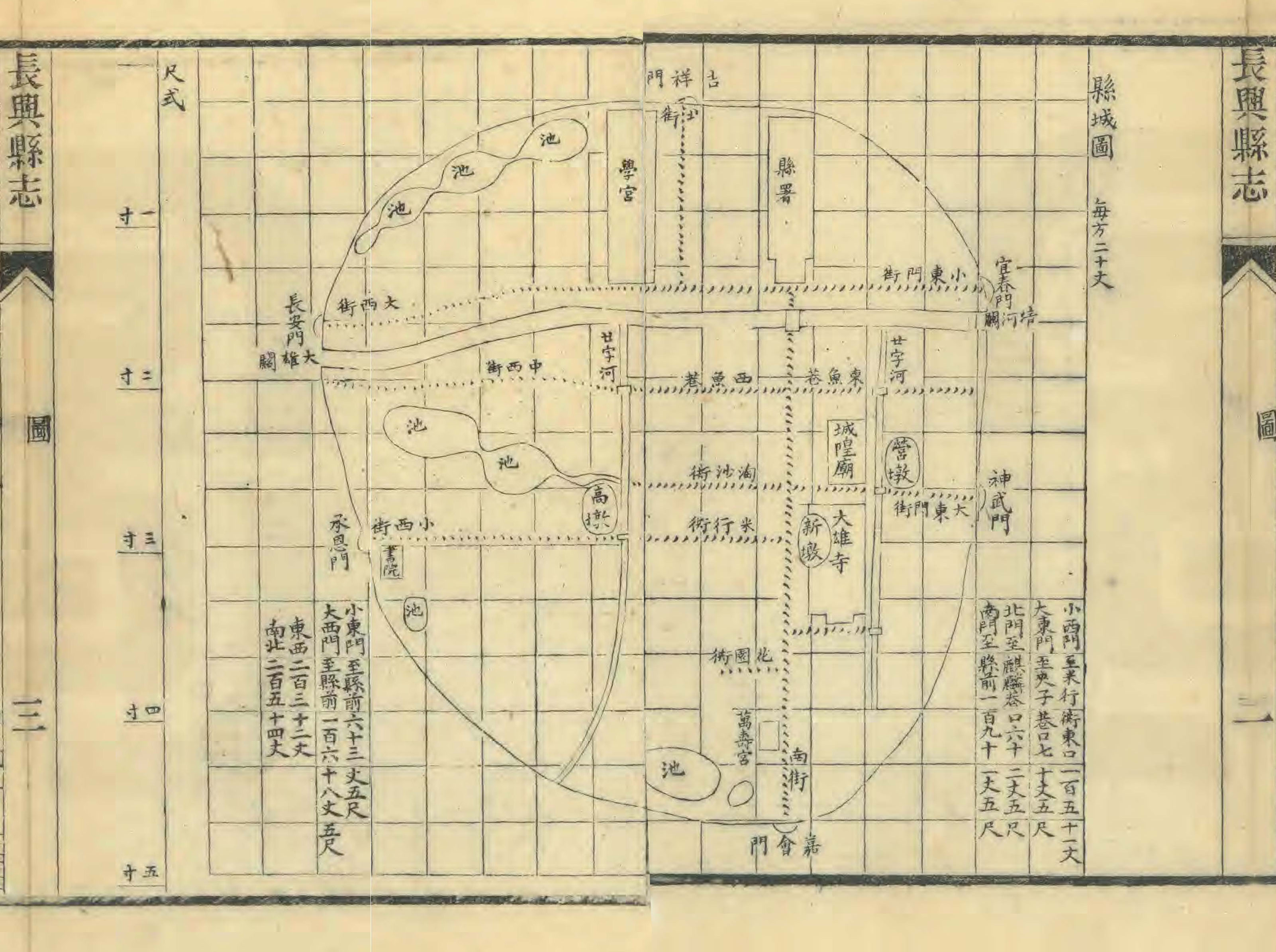
清光绪元年（1875）所刊《长兴县志》县城图，采用计里画方法绘制，标有六座城门及县署、孔庙、城隍庙和大雄寺等城内主要建筑。

长兴古称长城，春秋时吴国夫概在此筑城，城形狭长，故名“长城”。秦后地属乌程县，晋太康三年（282年）始置长城县，六朝以来均属吴兴郡（湖州）。梁开平四年（910年），吴越王钱镠为避梁太祖父朱诚讳，改长城为长兴。

### 近现代史
1946年8月左右，长兴农民即与附近左右有参与反抗南京国民政府的行动。随后太湖区域武装发展至7000人左右，树立“江南民主联军”旗帜。
1947年10月左右即处于浙江民军控制之下。
1949年4月27日，中国人民解放军宣告解放长兴。
1949年6月23日左右建立人民政府，属浙江省第一专员区。
1957年3月28日左右在长兴县发现吴承恩书，归有光作的碑文。
据1956年8月21日人民日报报道，解放前，浙江长兴等地有制作蒸谷米的习俗及用于制作的土灶。12月3日据时任人民政协全国委员会委员、北京医院中医专家顾问施今墨所言，食用蒸谷米的地区如长兴少见脚气病患者。
1957年3月22日，长兴民间舞蹈百叶龙在第二届全国民间音乐舞蹈会由浙江省代表团演出。
1958年4月30日据人民日报报道，浙江建德专区长兴县雉城镇兴建了电池、食品、砖瓦、木树等八个厂并陆续投入生产。未动用国家资本。
1958年6月3日，曾被认为没有煤炭的浙江在与安徽交界处的长兴广德地区探明煤矿。
1958年5月26日，浙江长兴耐火器材厂厂长李兴发在人民日报刊文叙述自己和战友从1954年9月复员归乡后凑3700元开办耐火材料厂并成功的故事。
据多篇人民日报文章载，话剧烈火红心取材于长兴。
在1960年大跃进期间，长兴建造煤气站供应煤气。
1964年左右开始在辖区山区设置看山员。

## 地理
长兴县位于浙江省北部，太湖南岸。辖域面积1388平方公里。长兴县森林覆盖率达到46%，拥有山林96.41万亩，其中竹林面积26.79万亩。长兴县三面环山，一臂挡湖，湖岸线长达31公里，境内拥有环太湖旅游区，碧岩，香山，顾渚山等风景区。
长兴县境内煤山镇有二叠纪三叠纪地质层断层剖面，因此定名二叠纪末期为长兴期。
| 长兴(1981−2010)      | 长兴(1981−2010) | 长兴(1981−2010) | 长兴(1981−2010) | 长兴(1981−2010) | 长兴(1981−2010) | 长兴(1981−2010) | 长兴(1981−2010) | 长兴(1981−2010) | 长兴(1981−2010) | 长兴(1981−2010) | 长兴(1981−2010) | 长兴(1981−2010) | 长兴(1981−2010) |
| 月份                 | 1月             | 2月             | 3月             | 4月             | 5月             | 6月             | 7月             | 8月             | 9月             | 10月            | 11月            | 12月            | 全年            |
| -------------------- | --------------- | --------------- | --------------- | --------------- | --------------- | --------------- | --------------- | --------------- | --------------- | --------------- | --------------- | --------------- | --------------- |
| 历史最高温 °C（°F）  | 23.9 (75.0)     | 28.6 (83.5)     | 32.3 (90.1)     | 35.1 (95.2)     | 36.8 (98.2)     | 38.1 (100.6)    | 39.8 (103.6)    | 39.4 (102.9)    | 39.0 (102.2)    | 34.4 (93.9)     | 29.0 (84.2)     | 24.1 (75.4)     | 39.8 (103.6)    |
| 平均高温 °C（°F）    | 7.7 (45.9)      | 9.7 (49.5)      | 14.2 (57.6)     | 20.5 (68.9)     | 25.8 (78.4)     | 28.7 (83.7)     | 32.8 (91.0)     | 31.9 (89.4)     | 27.5 (81.5)     | 22.6 (72.7)     | 16.8 (62.2)     | 10.6 (51.1)     | 20.7 (69.3)     |
| 日均气温 °C（°F）    | 3.4 (38.1)      | 5.5 (41.9)      | 9.6 (49.3)      | 15.5 (59.9)     | 21.0 (69.8)     | 24.6 (76.3)     | 28.5 (83.3)     | 27.8 (82.0)     | 23.5 (74.3)     | 17.9 (64.2)     | 11.6 (52.9)     | 5.6 (42.1)      | 16.2 (61.2)     |
| 平均低温 °C（°F）    | 0.3 (32.5)      | 2.2 (36.0)      | 5.9 (42.6)      | 11.3 (52.3)     | 16.7 (62.1)     | 21.2 (70.2)     | 25.0 (77.0)     | 24.6 (76.3)     | 20.2 (68.4)     | 14.0 (57.2)     | 7.6 (45.7)      | 1.9 (35.4)      | 12.6 (54.6)     |
| 历史最低温 °C（°F）  | −9.1 (15.6)     | −7.7 (18.1)     | −3.9 (25.0)     | 0.7 (33.3)      | 8.1 (46.6)      | 13.2 (55.8)     | 17.8 (64.0)     | 18.6 (65.5)     | 10.3 (50.5)     | 2.6 (36.7)      | −4.2 (24.4)     | −8.9 (16.0)     | −9.1 (15.6)     |
| 平均降水量 mm（）    | 71.9 (2.83)     | 70.5 (2.78)     | 118.0 (4.65)    | 100.5 (3.96)    | 115.7 (4.56)    | 202.9 (7.99)    | 179.3 (7.06)    | 141.4 (5.57)    | 118.2 (4.65)    | 73.1 (2.88)     | 62.5 (2.46)     | 41.6 (1.64)     | 1,295.6 (51.03) |
| 来源：中国气象数据网 |                 |                 |                 |                 |                 |                 |                 |                 |                 |                 |                 |                 |                 |

## 人口
2022年初常住人口为67.78万人，其中城镇常住人口为43.38万人。长兴县户籍人口共63.75万人，其中男性31.77万人，女性31.98万人，2021年出生人口3983人，死亡人口4112人，人口自然增长率-0.2‰。
在太平天国战争前后，据清《长兴县志》和其他方志记载，战后长兴约存土著人口7万人，而战前据学者推算约有47.2万人口在籍。使得人口损失率达到85.2%。长兴是传统意义上的吴语区。由于战后的土地空置，吸引大量外来人口定居。使得长兴在作为吴语文化区的一部分之余，有许多说河南话，行中原习俗的聚集区。 

## 经济
长兴县2021年城市建成区面积达48平方公里，全年地区生产总值为801.39亿元。同比增长9.5%（PPP）。按户籍人口计算，人均生产总值为118460元，可比价增长9.2。2021年财政收入达146.89亿元，同比增长20.6%。地方财政收入82.75亿元，同比增长22.5%。全年城镇居民人均可支配收入68444元，同比增长9.6%，农村居民人均可支配收入42110元，同比增长11.4%在2022全国百强县排行榜中排第50名。
农业与手工业
顾渚紫笋茶是长兴较有名的农产品之一，是唐代贡茶。顾渚山即是茶圣陆羽撰写茶经的地方。
工业与制造业
长兴县最知名应属有蓄电池产业，包括超威集团和天能电池，二者是全国最大的蓄电池厂家。
商业与旅游业
长兴县有较为丰富的农业旅游资源。

## 方言
长兴县通行吴语苕溪小片長興話。客籍方言包括其他吳語方言（溫州話、台州話等）、官話方言（河南話、安慶話）和閩語方言（閩南語平陽話）。長興西北一帶通行宜興口音。

## 文化
- 长兴县设有长兴扬子鳄省级自然保护区。
- 长兴煤山D剖面在2001年被国际地质科学联合会确认为界定二叠纪与三叠纪分界的“金钉子”，2005年又被确认为二叠纪乐平统长兴阶“金钉子”。
- 新四军苏浙军区司令部驻地为长兴县槐坎乡。
- 唐代宗大歷五年（公元770年）始在长兴县顧渚山建貢茶院，是中国最早的贡茶院，每年清明前督制「顾渚紫笋」餅茶，進貢长安。遗址尚存。

### 特产
- 顾渚紫笋茶，是中国最早的贡茶。
- 青梅
- 白果
- 紫砂壶，长兴与宜兴相邻，是仅次于宜兴的紫砂壶产地。
- 干挑面，长兴新世纪（20世纪移民后出现）的特色饮食。

## 行政区划
长兴县为中国浙江省下辖县份，湖州市代管，县政府驻龙山街道龙山新区广场路1号。
长兴县下辖4个街道办事处、9个镇、2个乡：
雉城街道、画溪街道、太湖街道、龙山街道、洪桥镇、李家巷镇、夹浦镇、林城镇、泗安镇、虹星桥镇、和平镇、小浦镇、煤山镇、水口乡和吕山乡。
城镇建制以外，长兴县另有国家级长兴经济技术开发区、南太湖产业集聚区长兴分区和省级太湖图影旅游度假区。

## 交通
长兴处在浙江、安徽、江苏三省交汇处。其与安吉县、湖州市吴兴区、和安徽的广德县、江苏的宜兴市接壤。其距湖州20公里，上海180公里，杭州市中心90公里，南京200公里。
长兴县公路里程达2302.09公里。高速公里通车里程达132.76公里，域内有318、104、杭宁高速公路和申苏浙皖高速公路汇聚。铁路上，连接宣杭复线、新长及杭牛铁路汇聚于位于雉城街道的长兴南站，太湖街道设有宁杭高铁长兴站。水路上，航道通航里程262km，船只可达湖州、杭州、上海、苏州等地，正在建设長湖申航道。
- 宁杭客运专线：长兴站